# Jacques Kyabula Katwe
 (août 2023).
Si vous disposez d'ouvrages ou d'articles de référence ou si vous connaissez des sites web de qualité traitant du thème abordé ici, merci de compléter l'article en donnant les références utiles à sa vérifiabilité et en les liant à la section « Notes et références ».
Jacques Kyabula Katwe, né le 13 mars 1976 à Likasi, est un homme politique congolais, gouverneur du Haut-Katanga depuis avril 2019 dont le chef lieu est Lubumbashi.

## Biographie

### Jeunesse
Jacques Kyabula est né à Likasi le 13 mars 1976. Il a fréquenté le collège Tutazamie avant de rejoindre les sciences politique à l’université de Lubumbashi d'où il est licencié en sciences politiques et administratives.

### Carrière professionnelle
Jacques Kyabula Katwe a travaillé dans plusieurs entreprises de la province du Haut-Katanga dans le secteur privé avant de rejoindre l’administration publique au cabinet du gouverneur Kazembe, où il est nommé directeur de cabinet. Au service du péage, il est nommé pour répondre aux défis financiers auxquels la jeune province du Haut-Katanga était appelé à faire face.

### Carrière politique
Après un bref passage dans la gestion de la passation des marchés, Jacques Kyabula est nommé ministre des Finances, des Petites et Moyennes entreprises pour le Haut-Katanga. Un rôle qui lui permettra de rendre régulière la paie des fonctionnaires, de renflouer les caisses du trésor de la province et d'obtenir des moyens pour finaliser les grands chantiers de la province. 
Membre du Parti du peuple pour la reconstruction et la démocratie (PPRD), il remporte en 2018 les législatives nationale et provinciale de 2018 dans la ville de Likasi.
En 2019, Jacques Kyabula est élu gouverneur de la province du Haut-Katanga, l'une des provinces les plus riches et les plus vastes de la république démocratique du Congo.
Il quitte le PPRD en 2023 pour fonder le parti Action pour la rupture et le développement.